# Kudos
Kudos (du grec κύδος / kýdos, « ce dont on a entendu parler ») désigne la gloire et le renom qui découlent d'une action réussie.

## En anglais
Le terme est entré dans l'argot universitaire britannique aux débuts du XVIIIe siècle. En anglais, comme en grec kudos, s'écrit au singulier et pas au pluriel. Cependant, on rencontre souvent dans l'usage courant une utilisation au pluriel : « She received many kudos for her work », soit « Elle a reçu de nombreux kudos pour son travail ».

### Friandise
Le terme a connu une nouvelle jeunesse en 1986, lorsque la barre de céréales Kudos Granola Bar fut lancée avec un grand succès commercial par la société M&M's.

### Jeux
L'usage s'est encore élargi lorsque le terme est entré dans le vocabulaire de la communauté des jeux vidéo.  On peut recevoir des kudos en réussissant certaines étapes dans des jeux comme Metropolis Street Racer et dans ceux de la série Project Gotham Racing (plus récemment dans Fall Guys). Sur les blogs de Myspace, on peut donner en commentaire des kudos pour exprimer son intérêt. La société de jeux vidéo Positech Games a développé un jeu de simulation appelé Kudos en 2006, avec une suite, Kudos2 en 2008.

## En français
L'utilisation du mot n'est plus réservée aux rédacteurs ayant fait des études classiques nécessitant un peu de culture grecque ancienne. On peut donc désormais relever un usage du terme en français courant, principalement sur internet, dans les blogs ou d'autres pages personnelles, à la fois dans les textes eux-mêmes et dans leurs commentaires. Le mot est utilisé pour marquer la satisfaction du rédacteur à propos des actions d'une personne ou d'un autre texte, ou celle des lecteurs à propos du texte d'un rédacteur. L'usage qui en est fait peut être considéré comme relativement similaire à celui d'une émoticône.

## Divers
Les Kudos sont utilisés dans l'application Strava, ils permettent d'envoyer des félicitations à ses amis après des séances de sport. Ils existent aussi dans la communauté des Local Guides Connect de Google, dans celle du réseau social LinkedIn, et sur le site Archive of Our Own qui recensent des fanfictions publiées gratuitement par les auteurs.